# Zeppelin-Staaken R.VI
Lo Zeppelin-Staaken R.VI era un bombardiere strategico biplano della Germania Imperiale prodotto durante la prima guerra mondiale, e il solo tra quelli denominati Riesenflugzeug (aeroplani giganti) prodotto in una certa quantità.
Ile R.VI era il più numeroso tra i bombardieri di tipo R prodotti in Germania, ed il primo aereo militare con cabina di pilotaggio chiusa. Il bombardiere fu il più grande aereo in legno fino all'avvento del Hughes H-4 Hercules prodotto da Howard Hughes, la sua apertura alare era di 42,2 m quasi quanto quella del bombardiere della seconda guerra mondiale Boeing B-29 Superfortress.

## Storia del progetto
Nel settembre del 1914, all'inizio della prima guerra mondiale, Ferdinand von Zeppelin concepi' il progetto del bombardiere pesante Riesenflugzeug (da realizzare in misure maggiori del Gotha G). Con l'aiuto degli ingegneri della Robert Bosch GmbH creò, così, il consorzio Versuchsbau Gotha-Ost (VGO) presso un hangar della Gotha affiatato per lo scopo. Alexander Baumann divenne il capo ingegnere del progetto anche se, in seguito, altri famosi ingegneri della si aggiunsero quali: Claude Dornier socio della stessa Zeppelin, Hugo Junkers e Adolf Rohrbach (protégé di Baumann).
Il primo Riesenflugzeug costruito fu il VGO. I nell'aprile del 1915, motorizzato con tre motori Maybach. Baumann era un pioniere delle tecniche di costruzioni leggere e posizionò i motori in gondole montate tra le due ali (inferiore e superiore) per distribuire il carico e risparmiare peso. Il successivo prototipo fu il VGO. III, un bombardiere con cabina di pilotaggio aperta, dalla maggiore potenza che confermò la bontà del progetto di base.
Nel 1916 VGO si spostò a Staaken, nella zona suburbana di Berlino, per sfruttare le installazioni esistenti della Zeppelin. Il successore al VGO III fu il prototipo Staaken R. IV, l'unico esemplare originale Zeppelin-Staaken del tipo R a sopravvivere alla guerra, motorizzato con 6 motori Mercedes D.III e Benz Bz.IV che muovevano tre eliche: una sul muso in configurazione traente spingente, due sulle ali in configurazione spingente. Per l'autunno del 1916, negli stabilimenti di Staaken vennero realizzati i modelli R.V, R.VI, ed R.VII come diverse versioni dello stesso progetto, e l'Idflieg selezionò il R.VI per la produzione in serie. Il R. IV era motorizzato con 6 motori, principalmente i Siemens-Schuckertwerke AG (cosa tipica degli altri aerei tipo R).
Con 4 motori in tandem in configurazione traente spingente, il velivolo non richiedeva un carrello d'atterraggio della stessa complessità degli altri modelli tipo R. Un bombardiere costava 557.000 marchi e richiedeva il supporto a terra di 50 uomini. Il R.VI richiedeva parimenti un complesso carrello a 18 ruote per supportare il suo peso e trasportava, in volo, due meccanici (seduti in mezzo ai motori nello spazio ricavato nelle gondole). Le bombe erano situate in uno scomparto interno sotto il contenitore centrale del carburante, sistemate su tre rastrelliere ognuno dei quali capace di ospitare sette bombe fino alla capacità di 1000 kg.
Sebbene progettato da Versuchsbau la produzione venne affidata a tre aziende diverse. Gli esemplari prodotti furono 9 dalla Schütte-Lanz presso il Flugzeugwerft GmbH di Staaken, Berlino; sei da Automobil und Aviatik AG (Aviatik) (il doppio dell'ordine originale), e tre da Albatros Flugzeugwerke. Al momento dell'armistizio 13 esemplari erano in servizio attivo.
Un R.VI venne convertito il 5 settembre, 1917, in un idrovolante per l'aviazione navale germanica, e venne perciò denominato tipo L (s/n 1432). Montava dei motori Maybach e venne distrutto durante i test il 3 giugno, 1918. Il tipo 8301, dei quali 4 vennero ordinati e 3 consegnati, venne sviluppato a partire dal R.VI con le seguenti modifiche: innalzatura della fusoliera sopra l'ala inferiore per acquisire una maggiore distanza dall'acqua, eliminazione del vano bombe e accostamento delle mitragliatrici frontali verso il muso.
Il R.VI con numero di serie R.30/16 fu il primo aereo dotato di compressore volumetrico equipaggiato con cinque motori di cui un Mercedes D.II installato nella fusoliera centrale con lo scopo esclusivo di alimentare un compressore Brown-Boveri. Ciò permise all'aereo di arrivare a 5 800 m di altitudine. Questo stesso aereo fu in seguito allestito con quattro dei primi esemplari di eliche a passo variabile; si ritiene fossero regolabili solo a terra.

## Impiego operativo

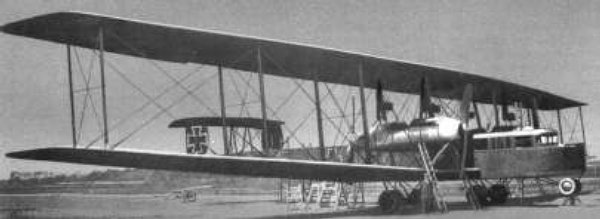
Zeppelin-Staaken R.VI.

Il R.VI entrò in dotazione di due reparti della Luftstreitkräfte (unità dell'aviazione imperiale tedesca) denominate Riesenflugzeug-Abteilung (Rfa) 500 e Rfa 501. La prima consegna venne effettuato il 28 giugno 1917.
Le unità dapprima servirono sul fronte orientale, con base in Alt-Auz, nei pressi di Auce, e Vilua in Curlandia fino all'agosto del 1917. Quasi tutte le missioni consistevano nel volare di notte con 770 kg bombe, alla quota operativa 1 980/2 380 m di altezza. Le missioni duravano dalle tre alle cinque ore.
Il Rfa 501 venne in seguito dislocato a Gand, nell'attuale Belgio, giunto il 22 settembre 1917 all'aerodromo di Sint-Denijs-Westrem situato nelle sue immediate vicinanze per impiegarla in operazioni contro obiettivi francesi e britannici. Seguì una nuova dislocazione all'aerodromo di Scheldewindeke, nel villaggio di Gontrode poco a Sud di Gand, mentre il Rfa 500 venne dislocato presso Castinne, in Francia, assegnandogli come obiettivi primari aeroporti e porti francesi.
Il Rfa 501, con una media di cinque R.VI per missione, tra il 28 settembre 1917 e il 20 maggio 1918 effettuò 11 incursioni aeree sulla Gran Bretagna, sganciando un totale di 27 190 kg di bombe in 30 sortite. Il profilo di missione prevedeva che i velivoli raggiungessero individualmente i loro obiettivi nelle notti dove era possibile sfruttare la luce lunare, richiedendo indicazioni sulla direzione da intraprendere via radio subito dopo il decollo e utilizzando come riferimento il corso del Tamigi per gli aggiustamenti di rotta una volta raggiunto il territorio inglese. Le missioni di 550 km (300 nmi) tra andata e ritorno venivano completate in 7 h. In queste missioni nessuno dei velivoli venne mai perso in combattimento in territorio britannico (al contrario dei 28 Gotha G-Typ abbattuti nel cielo sopra l'Inghilterra), ma due vennero persi per incidente mentre rientravano alla base ancora al buio.
Dei 13 esemplari costruiti durante la guerra, furono quattro i R.VI abbattuti in combattimento, un terzo dell'inventario operativo, con altri sei persi per incidente. Dei 18 realizzati complessivamente, 6 unità sopravvissero al conflitto o vennero completati dopo la firma dell'armistizio.

## Utilizzatori
Germania
- Luftstreitkräfte